# Peperomia matlalucaensis
Peperomia matlalucaensis är en pepparväxtart som beskrevs av C. Dc.. Peperomia matlalucaensis ingår i släktet peperomior, och familjen pepparväxter. Inga underarter finns listade i Catalogue of Life.